# ديناريوس
ديناريوس (الجمع:ديناري) عملة رومانية من الفضة سكت لأول مرة في عام 211 قبل الميلاد، وهي تزن 4.5 غرام من الفضة لكن خفض هذا الوزن في عهد الإمبراطور نيرون ليصل إلى 3.9 غرام.